# Rhum Express (film)
Pour les articles homonymes, voir Rhum Express.
Pour plus de détails, voir Fiche technique et Distribution.
Rhum express (The Rum Diary) est un film américain adapté du roman éponyme de Hunter S. Thompson (publié en 1998), et produit sur une idée conjointe d'Hunter S. Thompson et de Johnny Depp. Écrit et réalisé par Bruce Robinson, il est sorti en salle aux États-Unis et au Canada le 28 octobre 2011 et le 30 novembre 2011 en France.

## Synopsis
Paul Kemp (Johnny Depp), journaliste gonzo, arrive à Porto Rico afin de collaborer au journal San Juan Daily News. Il y rencontre un riche entrepreneur, Sanderson (Aaron Eckhart), qui lui fait part d'un projet immobilier secret…

## Fiche technique
- Titre : Rhum express
- Titre original : The Rum Diary
- Réalisation : Bruce Robinson
- Scénario : Bruce Robinson, d'après le roman éponyme de Hunter S. Thompson
- Musique : Christopher Young
- Directeur artistique : Dawn Swiderski
- Décors : Chris Seagers
- Costumes : Colleen Atwood
- Photographie : Dariusz Wolski
- Montage : Carol Littleton
- Producteur : Christi Dembrowski, Johnny Depp, Graham King, Patrick McCormick, Peter Kohn

Coproducteur : Tim Headington
Producteurs délégués : A.J. Dix, Patrick McCormick, Greg Shapiro, William Shively, George Tobia Jr. et Colin Vaines
- Sociétés de production : Dark & Stormy Entertainment, FilmEngine, GK Films (en) et Infinitum Nihil (en)
- Distribution :  FilmDistrict
- Format : Couleur - 2,35:1
- Pays de production :  États-Unis
- Langues originales : anglais, espagnol
- Genre : Comédie dramatique
- Durée : 110 minutes
- Dates de sortie[2] :
  - États-Unis : 28 octobre 2011
  - Canada : 28 octobre 2011
  - France : 30 novembre 2011

## Distribution
|                                                                                          |  |  |
| Les acteurs principaux Johnny Depp et Amber Heard à l'avant-première parisienne du film. |  |  |

Légende VF : Version Française - VQ : Version Québécoisee
- Johnny Depp (VF : Bruno Choël et VQ : Gilbert Lachance) : Kemp
- Aaron Eckhart (VF : Joël Zaffarano et VQ : Daniel Picard) : Sanderson
- Michael Rispoli (VF : Paul Borne et VQ : Tristan Harvey) : Sala
- Amber Heard (VF : Laura Préjean et VQ : Kim Jalabert) : Chenault
- Richard Jenkins (VF : Michel Derain et VQ : Jean-Luc Montminy) : Lotterman
- Giovanni Ribisi (VF : Damien Witecka et VQ : Hugolin Chevrette) : Moburg
- Amaury Nolasco (VF : Renaud Marx et VQ : Martin Watier) : Segarra
- Marshall Bell (VF : Jean-Yves Chatelais et VQ : Marc Bellier) : Donovan
- Bill Smitrovich (VF : Dominique Paturel et VQ : Vincent Davy) : Monsieur Zimburger
- Julian Holloway (VQ : Denis Gravereaux) : Wolsley
- Karen Austin (VQ : Élise Bertrand) : Madame Zimburger

## Musique
- La musique originale est de Christopher Young
- La musique de la fin de la bande annonce est du groupe 22-20s[5].